# Lobach (Wertach)
Die Lobach ist ein Fluss im bayerischen Landkreis Ostallgäu, der nach einem nicht ganz 30 km langen Lauf in ungefähr nordwestlicher Richtung beim Pfarrdorf Leuterschach der Kreisstadt Marktoberdorf von rechts in die Wertach mündet.

## Name
1311 wird der Bach als fluvio Laubach erstmals schriftlich erwähnt. Der Name setzt sich zusammen aus dem althochdeutschen Wort loub für 'Laub' und -ach 'Fließgewässer'.

## Geographie

### Verlauf
Die Lobach entsteht etwas südlich des 1055 m ü. NHN hohen Zwieselbergs beim Weiler Hinterzwieselberg der Gemeinde Roßhaupten an der Gemeindegrenze zu Rieden am Forggensee, deren Hopfnerwald auf dem obersten westlichen Lauf bis ans linke Ufer grenzt. Nach etwa einem Kilometer knickt der Bachlauf nach Norden ab und bricht durch den Bergrücken aus Zwieselberg rechts und dem hohen Teil des Senkeleswalds links hindurch, um anschließend am Nordfuß des Rückens in diesem Wald etwa westsüdwestlich zu laufen. 
Dann wechselt er, nun schon auf dem Gemeindegebiet von Seeg, die Fließrichtung nach Norden, durchläuft die zwei Moore Langmoos und Wasach, zieht an einigen Ortsteilen Seegs vorbei und durchquert als deren letzten am Lauf das Dorf Lobach. Nach diesem schlägt er einen Bogen nach Osten durch wieder mooriges Terrain, wechselt dann aber bald auf nun lange nordnordwestlichen Lauf. Weiterhin bleiben seine Ufer sumpfig, bis nach dem Großen Kirchthaler Moos der erste seiner beiden großen linken Zuflüsse mündet, der Lengenwanger Mühlbach, Grenzbach zur Gemeinde Lengenwang, auf deren Gebiet er hier überwechselt. Nach langer Strecke liegt hier mit dem Weiler Sigratsbold wieder ein Siedlungsplatz am Lauf. 
Bald nach diesem fließt er in das Gebiet der Stadt Marktoberdorf ein, um dessen Dorf Balteratsried am linken Ufer herum er sich auf nun dauerhaft nordwestlichen Lauf kehrt. Beim Dorf Ronried fällt der Lobach ihr zweiter großer linker Zufluss Kippach zu, dann durchzieht sie eine Ansammlung von Orten um Leuterschach herum, deren erstes Ronried ist; das namengebende Kirchdorf selbst liegt dabei am linken Ufer. Etwa einen Kilometer nördlich von dessen Ortsmitte mündet die Lobach dann von rechts in die untere Wertach.

### Zuflüsse
Von der Quelle zur Mündung. Auswahl.
- Eldernbach, von rechts und Osten zwischen den Mooren Langmoos und Wasach, 1,2 km und 0,5 km².
- Schwarzenbach, von links und Südwesten nach dem Wasach-Morr beim Weiler Riedegg von Seeg, 10,8 km und 7,8 km².
- Kuhbach, von rechts und Südosten am Laufknick nach Westnordwesten unterhalb des Seeger Weilers Lobach, 2,2 km und 3,7 km².
- Biedingser Bach, von links und Südwesten vor dem Moor Großes Kirchthaler Moos, 2,8 km und 5,0 km².
- Lengenwanger Mühlbach, von links und Südwesten östlich von Lengenwang entlang der Gemeindegrenze Seeg/Lengenwang, 16,4 km und 28,2 km².
- Kröbelwaldbach, von rechts und Südosten entlang der Gemeindegrenze Lengenwangs zur Stadt Marktoberdorf, 2,9 km und 2,3 km².
- Kühemoosbach, von rechts und Osten nach dem Marktoberdorfer Weiler Hummeratsried, 3,2 km und 3,7 km².
- Kippach, von links und Westsüdwesten beim Dorf Ronried von Marktoberdorf, 12,7 km und 24,5 km².
- Rudratsbachl, von links und Südwesten durch das Marktoberdorfer Kirchdorf Leuterschach, 5,8 km und 3,2 km².